# シャイア
シャイア (shire) は、イギリスおよびオーストラリアの行政区域である。最初のシャイアは現在のイングランド中部および南部に居住するアングロサクソンによってつくり出された。シャイアは「shire reeve」またはシェリフと呼ばれる王官によって統治されていた。歴史的にはシャイアは通常ハンドレッド (hundreds) またはワーペンテイクス (wapentakes) に分割されていた（ただし他にもごく一部で用いられた分割もあった）。現在の英語の用法ではシャイアはディストリクトに分割される。
独立の単語として、またスコットランドでは、shireはシャイア [ʃaɪə] （"fire" と同じ母音）と発音される。イングランドならびにウェールズの地名語尾としては、シャー [-ʃə] またはシア [-ʃɪə] （"sheer" と同音）と発音される。

## イギリスのシャイア
イングランドとウェールズでは、“シャイア・カウンティ” (shire county) という語が都市カウンティでないカウンティレベルでの実体を指すのに使われる。この語は、名前の語尾が "shire" である伝統的カウンティだけを指す、より狭い意味でも使われる。これらのカウンティは（必ずというわけではないが）大抵は中心となるカウンティ・タウンの名にちなんでつけられている。

### イングランドのシャイア
- ベッドフォードシャー
- バークシャー
- バッキンガムシャー
- ケンブリッジシャー
- チェシャー
- ダービーシャー
- グロスターシャー
- ハンプシャー

- ヘレフォードシャー
- ハートフォードシャー
- ハンティントンシャー
- ランカシャー
- リンカンシャー
- レスターシャー
- ノーサンプトンシャー
- ノッティンガムシャー

- オックスフォードシャー
- シュロップシャー
- スタッフォードシャー
- ウォリックシャー
- ウィルトシャー
- ウスターシャー
- ヨークシャー

このうち、ハンティントンシャーとヨークシャー以外は行政カウンティでもある（ただし境界は異なる）。ハンティントンシャーは現在ではケンブリッジシャーの一ディストリクトとして運営されている。ヨークシャーはイースト・ライディング・オブ・ヨークシャー州、ノース・ヨークシャー州、サウス・ヨークシャー州、ウェスト・ヨークシャー州に分割されている。
デヴォン、ドーセット、ラトランド、サマセットの各カウンティは語尾に「シャー」をつけて呼ばれることがあるが、これは現在では古い用法だと考えられている。

### ウェールズのシャイア
- ブレックノックシャー (Brecknockshire)
- カーナーヴォンシャー (Caernarvonshire)
- カーディガンシャー (Cardiganshire)
- カーマーゼンシャー (Carmarthenshire)
- デンビーシャー (Denbighshire)
- フリントシャー (Flintshire)
- モンマスシャー (Monmouthshire)
- モントゴメリーシャー (Montgomeryshire)
- ペンブロークシャー (Pembrokeshire)
- ラドノーシャー (Radnorshire)

ウェールズでは、メリオネス (Merioneth) ならびにグラモーガン (Glamorgan) の両カウンティはしばしば語尾に「シャー」をつけて呼ばれる。「シャー」がついたことがないウェールズ伝統的カウンティはアングルジー (Anglesey) のみである。

### カウンティでないシャイア
語尾の「シャー」は地域を指す用語として一般化され、カウンティと強く結び付いたのは後のことである（ただし、ヘクスハムシャー (Hexhamshire) とウィンチコムシャー (Winchcombeshire) はカウンティだと考えられていた）。ノースヨークシャーのリッチモンドシャー地域は今日では地方行政ディストリクトの一つである。このように、イングランドにカウンティができる以前の「シャイア」という語は、本来地域司法行政以上のものを意味していた。
それはさておき、「シャー」の語尾は多くのディストリクトに用いられている。
- ベドリントンシャー (Bedlingtonshire)
- クレイクシャー (en:Craikshire)
- ノーハムシャー (Norhamshire)
- アイランドシャー (Islandshire)

はダーラム州の飛び地であり、1844年にはノーサンバーランドまたはヨークシャーに編入された。
「シャー」の語尾はまた、
- オーラトンシャー (Allertonshire)
- ブラックバーンシャー (Blackburnshire)
- ハルフシャー (Halfshire)
- ハウデンシャー (Howdenshire
- レイランドシャー (Leylandshire)
- パウダシャー (Powdershire)
- ピデンシャー (Pydenshire)
- サルフォードシャー (Salfordshire)
- トリッグシャー (Triggshire)
- タインマウスシャー (Tynemouthshire)
- ウェストダービシャー (West Derbyshire)
- ワイヴェルシャー (Wivelshire)

といった多くのハンドレッド (hundred)、ワーペンテイク (en:wapentake) および特別行政区や、ハルシャー (Hullshire) といったカントリー・コーポレイト (counties corporate)、
- アプルバイシャー (Applebyshire)
- バムバーグシャー (Bamburghshire)
- バンクルシャー (Bunkleshire)
- カーライルシャー (Carlisleshire)
- コルディンガムシャー (Coldinghamshire)
- コクスウォルドシャー (Coxwoldshire)
- クラーヴェンシャー (Cravenshire)
- ハラムシャー (Hallamshire)
- マシュムシャー (Mashamshire)
- イェソルムシャー (Yetholmshire)

といった他のディスクリクトにも用いられた。

### スコットランドのシャイア
スコットランドにはカウンティでないシャイアが少なくない。キンロスシャー (Kinross-shire) およびクラックマナンシャー (Clackmannanshire) はおそらくそうしたディストリクトの生き残りであろう。スコットランドでは「シャイア・カウンティ」という語は使われておらず、シェリフ職やカウンティを指す「シャイア」の用法は断続的であり、おおむね19世紀以降に見られる。これはある種のアングロ化 (anglification) ないし類推 (analogy) の一例だろう。伝統的な名称は、特に困難がない限り「シャイア」という語尾を付けずに使われる。
- アバディーンシャー (Aberdeenshire)
- アイルシャー (Ayrshire)
- バンフシャー (Banffshire)
- バーウィックシャー (Berwickshire)
- クラックマナンシャー (Clackmannanshire)
- クロマーティシャー (Cromartyshire)
- ダンフリースシャー (Dumfriesshire)
- ドゥンバートンシャー (Dunbartonshire)

- インヴァネスシャー (Inverness-shire)
- キンカーデインシャー (Kincardineshire)
- キンロスシャー (Kinross-shire)
- カーカドブライトシャー (Kirkcudbrightshire)
- ラナークシャー (Lanarkshire)
- モレイシャー (Morayshire)
- ナイレンシャー (Nairnshire)
- ピーブレスシャー (Peeblesshire)

- パースシャー (Perthshire)
- レンフルーシャー (Renfrewshire)
- ロスシャー (Ross-shire)
- ロクスバーグシャー (Roxburghshire)
- セルカークシャー (Selkirkshire)
- スターリングシャー (Stirlingshire)
- ウィトゥンシャー (Wigtownshire)

スコットランドの4州は語尾がシャイアの別名を持つ。
- アンガス（フォーファーシャー (Forfarshire)）
- イースト・ロージアン（ハディントンシャー (Haddingtonshire)）
- ミッドロージアン（エディンバラシャー (Edinburghshire)）
- ウェスト・ロージアン（リンリスゴウシャー (Linlithgowshire)）

サザランドは、サザランドという町がないにもかかわらず、今でもサザランドシャーと呼ばれることがある。同様に、アーギルシャイア (Argyllshire)、ビュートシャー (Buteshire)、ケイスネスシャー (Caithness-shire)、ファイフシャー (Fifeshire) などもまれに見られる。また、モレイシャーはかつてはエルギンシャーといわれていた。

## オーストラリアのシャイア
オーストラリアでは、シャイアは人口の少ない行政区分を指すのに最も普通に使われる語である。ニューサウスウェールズ、ビクトリア、クイーンズランド、西オーストラリアの各州ではシャイアはこの意味で使われる。一方、南オーストラリア州ではディストリクト (district) およびリージョン (region) が、タスマニア州ではミュニシパリティ (municipality) が、最小の地方行政単位として用いられる（通常、ミュニシパリティはシャイアよりも人口が多い）。
ビクトリア、ニューサウスウェールズ、クイーンズランド、西オーストラリア各州では、シャイアは一つ上位の行政単位（タウン (town)、ミュニシパリティ、シティ (city)）と同等の権限を有する。
海外領土のクリスマス島とココス（キーリング）諸島も西オーストラリア州管理のシャイアであり、外部（連邦）の領域に属するが、西オーストラリア州の一部ではない。独自の自治政府を持っていた同じ海外領土のノーフォーク島では自治政府が廃止される事となってしまった為、今後は同じようにニューサウスウェールズ州管理の外部（連邦）の領域に属するシャイアとなると思われる。

### ニューサウスウェールズ州シドニー都市部の都市シャイア
シドニーの3行政区分は、タウンやミュニシパリティの規模を越えてもシャイアの名前を残している。この「都市シャイア」 ('City-Shires') は以下のとおり。
- サザーランド・シャイア（英語版） - 地域では「ザ・シャイア」(The Shire) と呼ばれる。
- ボウルクハム・ヒルズ・シャイア（英語版） - 地域では「ザ・ガーデン・シャイア」 (The Garden Shire)、「ヒルズ・シャイア」 (Hills Shire) と呼ばれる。
- ホーンスビー・シャイア（英語版）

これら3つの「シャイア」の人口はシティ相当である。

## ヴァージニア州のシャイア
1634年、イングランド王チャールズ1世の命によりバージニア植民地に以下の8シャイアが設置されたが、数年でカウンティと改名された。
- アコマック (Accomack)
- チャールズ・シティ・シャイア (Charles City Shire) - 現在のチャールズシティ郡 (Charles City County)
- チャールズ・リヴァー・シャイア (Charles River Shire) - 現在のヨーク郡 (York County)
- エリザベス・シティ・シャイア (Elizabeth City Shire)
- エンリコ (Henrico) - 現在のエンリコ郡 (Henrico County)
- ジェームズ・シティ・シャイア (James City Shire) - 現在のジェームズシティ郡
- ウォリック・リヴァー・シャイア (Warwick River Shire)
- ウォロスクヨーク・シャイア (Warrosquyoake Shire) - 現在のアイルオブワイト郡 (Isle of Wight County)

これらのうち、5つは現在でもバージニア州に同等の行政体として存続していると考えられるが、数世紀を経てその境界は変更されている。